# Gran Nube de Magallanes
La Gran Nube de Magallanes (abreviada como LMC, del inglés Large Magellanic Cloud) es una galaxia enana, satélite de la Vía Láctea y parte del Grupo Local. Está a 163.000 años luz (unos 49.000 pársecs) de distancia, siendo la tercera galaxia más próxima a la Vía Láctea tras la Enana del Can Mayor y la Enana Elíptica de Sagitario (SagDEG). Es visible a simple vista como un débil objeto en el hemisferio austral terrestre pero puede ser muy brillante en lugares extremadamente oscuros. La galaxia está entre las constelaciones de Dorado y Mensa. Forma la mayor de las llamadas Nubes de Magallanes del hemisferio sur, siendo la galaxia enana NGC 292 la nube menor. 

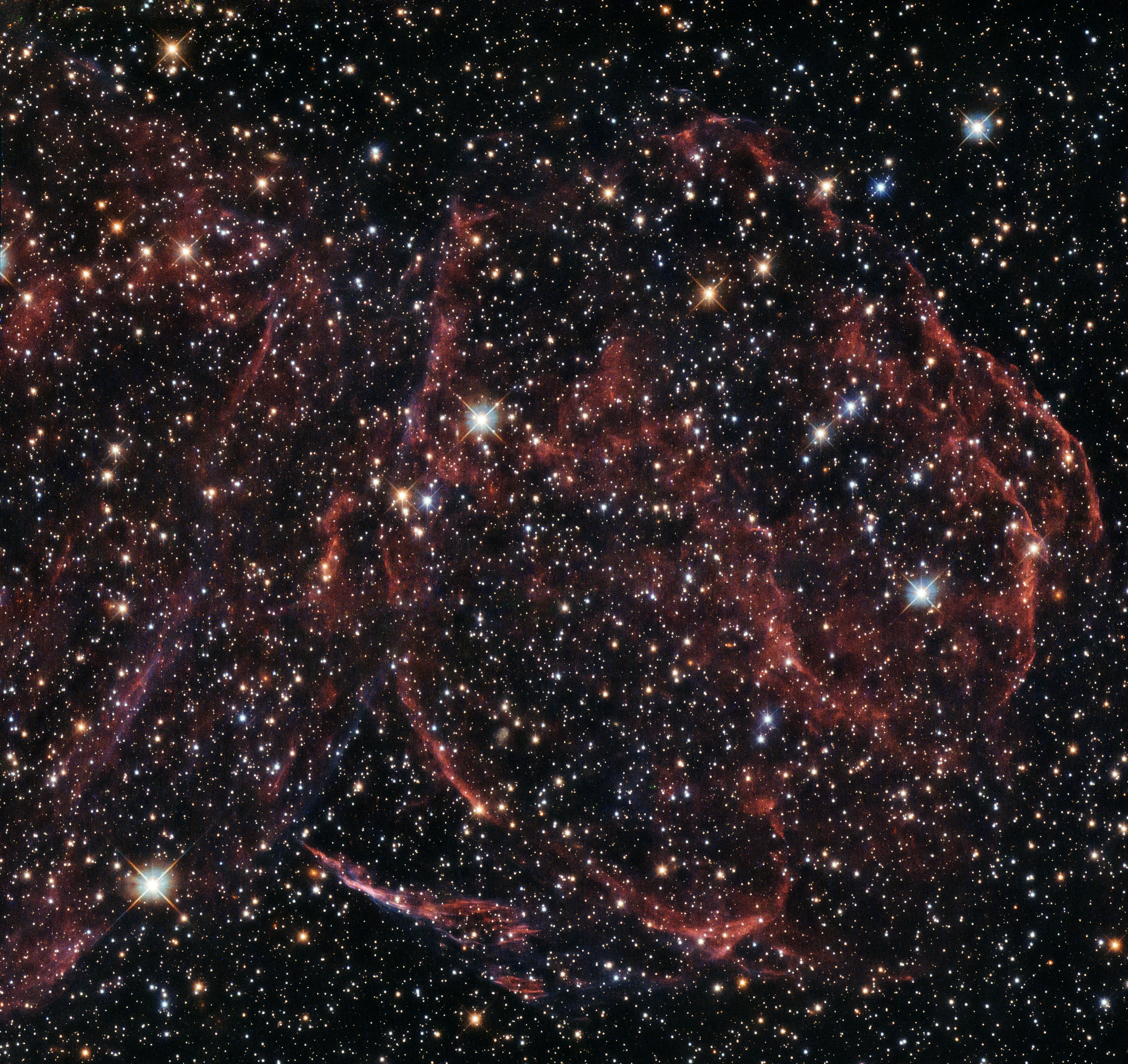
DEM L316A se encuentra a unos 160.000 años luz de distancia en la Gran Nube de Magallanes.

## Historia
La peculiar posición de la Gran Nube de Magallanes, justo en dirección al polo sur de la eclíptica, la hace invisible desde latitudes mediterráneas en toda época, por lo que fue desconocida en la Antigüedad clásica. 
Su primera mención aparece en el Libro de las Estrellas Fijas, texto escrito por el astrónomo persa Abd Al-Rahman Al Sufi en torno al año 964. Se la menciona como Al Bakr, el Buey Blanco de los árabes del sur, ya que la Gran Nube de Magallanes es visible desde el sur de Arabia. 
La siguiente observación registrada fue hecha en 1503-1504 por Americo Vespuccio en una carta sobre su tercer viaje.
El navegante portugués Fernando de Magallanes, en su viaje de circunnavegación alrededor de la Tierra, fue el primero en poner en conocimiento de occidente la existencia de esta galaxia, que hoy lleva su nombre.
El primero en estudiarla en detalle fue John Herschel, quien se estableció en Ciudad del Cabo entre 1834 y 1838, analizando 278 objetos diversos comprendidos dentro de ella.
Hasta el descubrimiento de la galaxia Enana Elíptica de Sagitario en 1994, la Gran Nube de Magallanes era creída la galaxia más cercana a la Vía Láctea. Al ser descubierta en 2003 la galaxia Enana del Can Mayor, el título de galaxia más cercana fue a esta última.

## Morfología

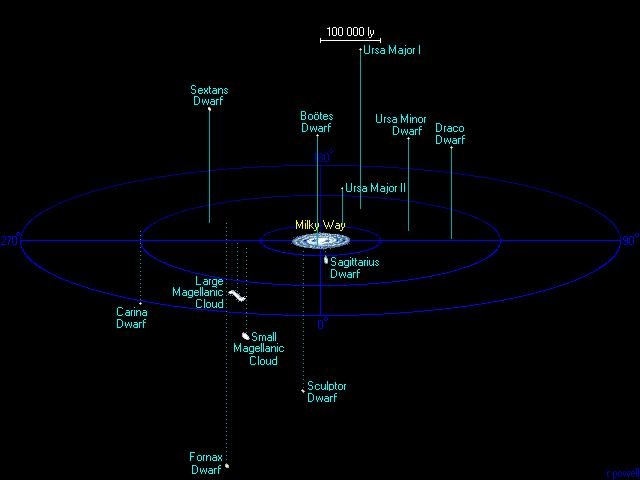
Posición de la Gran Nube de Magallanes en relación con la Vía Láctea.

La Gran Nube de Magallanes se clasifica, según la base de datos de objetos extragalácticos de la NASA, de tipo SB (s) m, una galaxia espiral barrada (SB) sin estructura de anillo (s) de forma no-regular y sin bulbo (m). El aspecto irregular de la galaxia es probablemente el resultado de interacciones tanto con la Vía Láctea como con la Pequeña Nube de Magallanes.
Durante mucho tiempo se consideró que la Nube de Magallanes era una galaxia plana, como las espirales, y que podía asumirse que se hallaba a una única distancia de nosotros. Sin embargo, en 1986, Caldwell and Coulson encontraron que las cefeidas en el área noreste de la Gran Nube estaban más cerca de la Vía Láctea que las del área suroeste. Más reciente, esta geometría inclinada fue confirmada por observaciones de cefeidas y gigantes rojas en la etapa de fusión de helio. Estos trabajos sugieren que la Gran Nube de Magallanes tiene una inclinación de ~35º, considerando que 0º corresponde a una galaxia de plano perpendicular a nosotros.

## Objetos principales

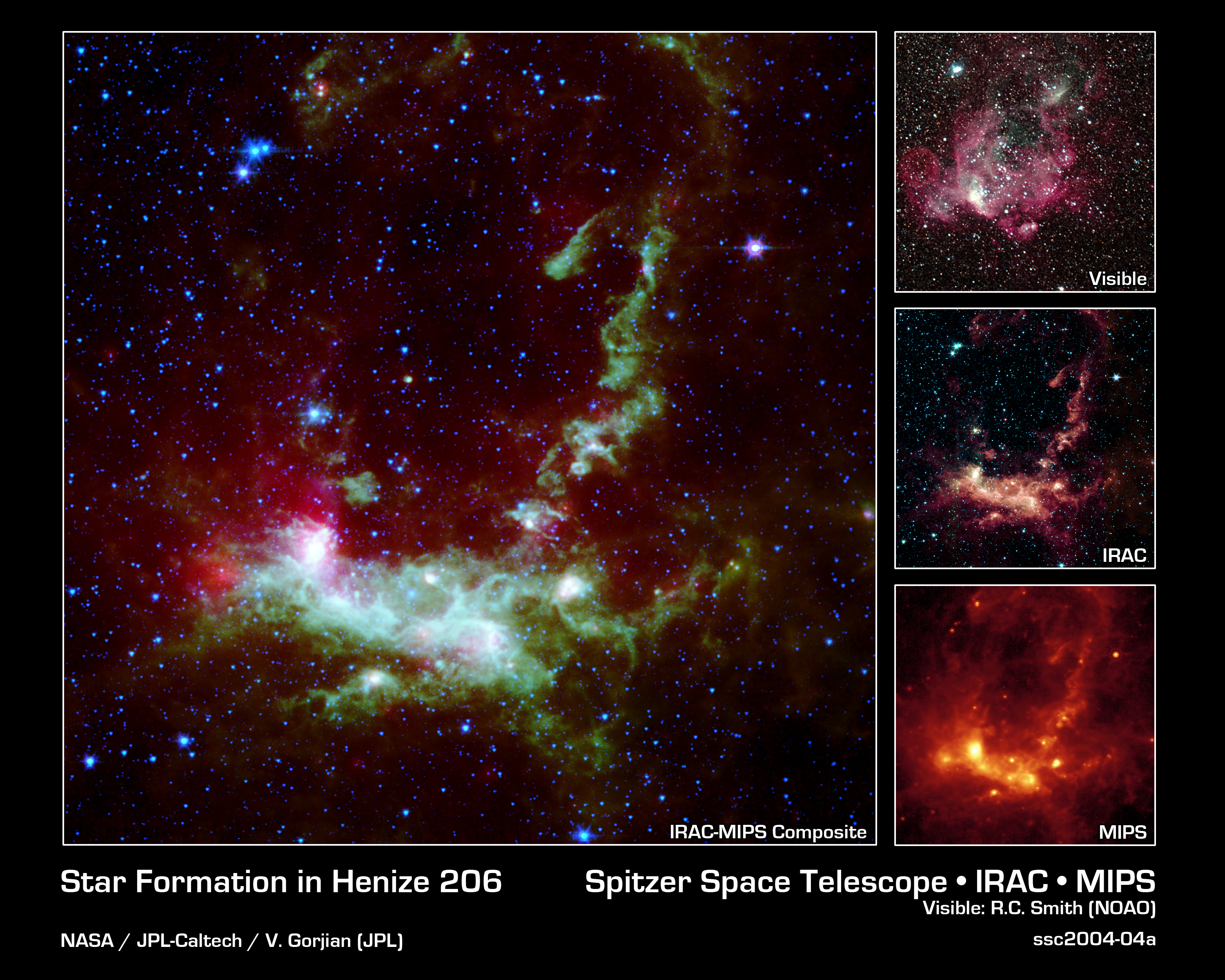
La Gran Nube de Magallanes atraviesa una fase activa de formación estelar. La imagen muestra la nebulosa Heinze 206 vista en el infrarrojo por el Telescopio espacial Spitzer.

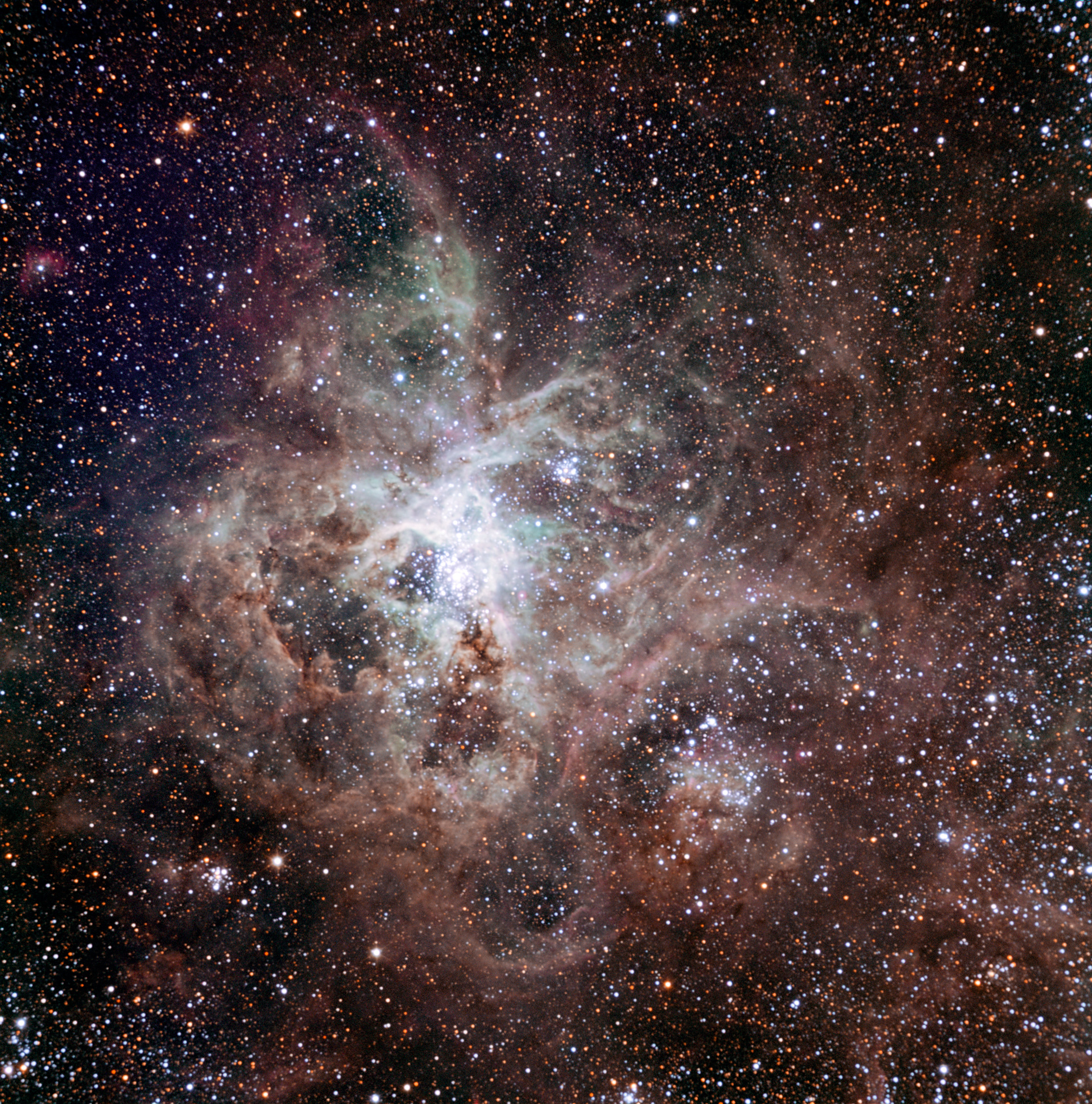
La Nebulosa Tarántula es la mayor nebulosa de la Gran Nube de Magallanes.

La Gran Nube de Magallanes contiene unos 30 000 millones de estrellas y tiene un diámetro de aproximadamente 35.000 años luz. Su masa es unas 30.000 millones de veces la masa solar, una décima parte de la masa de la Vía Láctea. Como gran parte de las galaxias irregulares, la Gran Nube es muy rica en gas y polvo, y actualmente atraviesa una fase de gran actividad de formación estelar. Los diversos estudios han encontrado cerca de 60 cúmulos globulares —algo menos de la mitad que en la Vía Láctea—, 400 nebulosas planetarias y 700 cúmulos abiertos, así como cientos de miles de estrellas gigantes y supergigantes, dentro de la Gran Nube de Magallanes.
La Gran Nube es rica en objetos y fenómenos celestes de todo tipo, siendo el ejemplo más evidente la Nebulosa Tarántula (30 Doradus, NGC 2070), la mayor región de formación estelar de todo el Grupo Local. En su interior se encuentran dos cúmulos abiertos, R136a y Hodge 301, responsables de la iluminación de la nebulosa. En su periferia se observó la supernova SN 1987A: el objeto que luego explotó era una supergigante azul supermasiva (Sanduleak -69° 202a). Esta supernova ha sido la más cercana observada a lo largo del siglo XX.
Otras nebulosas notables son NGC 1748 y NGC 2080, esta última situada 30 minutos de arco al sur de la Tarántula, y conocida como Nebulosa Cabeza de Fantasma. Ambas son intensos núcleos de formación estelar. N44C es otra nebulosa de notable extensión situada 2º al norte del centro de la galaxia. DEM L 106 es una región H II que contiene la nebulosa N30B.
Entre los cúmulos abiertos cabe destacar NGC 1850 y NGC 1872; entre los cúmulos globulares, NGC 1818 es de los cúmulos más jóvenes que se conocen, con sólo 40 millones de años.
La estrella más luminosa de la galaxia es S Doradus, variable azul luminosa cuya magnitud absoluta puede llegar a -10. WOH G64 es una supergigante roja con diámetro estimado 2000 veces mayor al Sol. Recientemente se observó otras dos estrellas hipergigantes dentro de la galaxia: R 66 y R 126, de tipo espectral O.

## Distancia

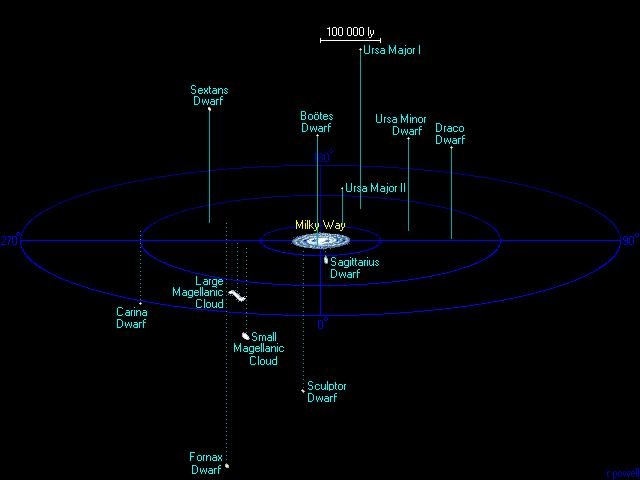
Localización de la Gran Nube de Magallanes con respecto a la Vía Láctea y otras galaxias satélite.

La distancia a la GNM se calculó usando velas estándar; las variables cefeidas son una de las más populares. Se demostró que éstas tienen una relación entre su luminosidad absoluta y el periodo en el que varía su brillo. Sin embargo, la variable de la metalicidad también puede ser un componente de esto, ya que el consenso es que esto probablemente afecta a su relación período-luminosidad. Por desgracia, las de la Vía Láctea que se suelen usar para calibrar la relación, son más ricas en metales que las que se encuentran en la GNM.
Los modernos Telescopios ópticos de 8 metros descubrieron binarias eclipsantes en todo el Grupo Local. Los parámetros de estos sistemas son medibles sin necesitar masa o suposición de composición. Los ecos de luz de la supernova 1987A también son mediciones geométricas, sin modelos ni suposiciones estelares.
En 2006, la luminosidad absoluta de las Cefeidas fue recalibrada utilizando variables Cefeidas en la galaxia Messier 106 que cubren un rango de metalicidades. Utilizando esta calibración mejorada, encuentran un módulo de distancia absoluto de {\displaystyle (m-M)_{0}=18,41}, o  48 años luz. Distancia confirmada por otros autores.
Mediante la correlación cruzada de diferentes métodos de medición, se acota la distancia; los errores residuales ahora son menores que los parámetros de tamaño estimados de la LMC.
Los resultados de un estudio que usó binarias eclipsantes de tipo tardío para determinar la distancia con mayor precisión se publicaron en la revista científica Nature en marzo de 2013. Se obtuvo una distancia de 49,97 años luz con una precisión del 2,2%.

## Fuentes de rayos X

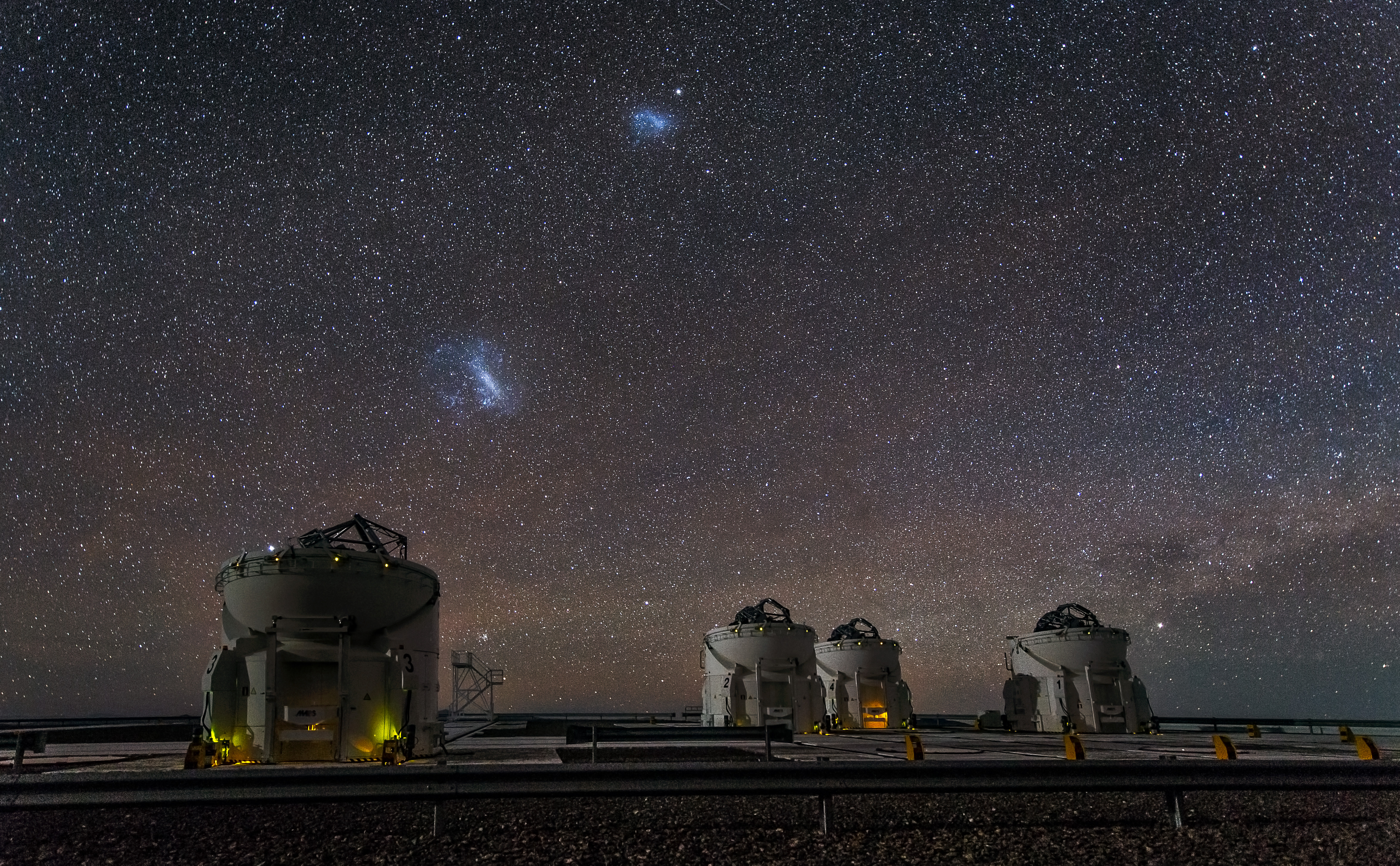
Pequeña y Gran Nube de Magallanes sobre el Observatorio Paranal.